# Incoronazione di spine (Caravaggio Prato)
L'Incoronazione di spine è un dipinto a olio su tela di 125x178 cm, realizzato tra il 1602 e il 1603 dal pittore italiano Caravaggio. Era conservato nella galleria di Palazzo degli Alberti a Prato: dopo che la Cassa di risparmio di Prato è stata comprata dalla Banca Popolare di Vicenza, la quadreria è stata riunita a Vicenza con le altre opere della banca.
A seguito dell'acquisizione di Banca Popolare di Vicenza da Intesa Sanpaolo, l'opera è tornata nella sede originaria di Prato insieme al resto della collezione.

## Storia e descrizione
Non appare ricordato in alcun documento noto, ed è stato esposto per la prima volta nel 1951, quando era considerato una copia dell'artista. Il dipinto è stato attribuito a Caravaggio da Roberto Longhi e, in seguito a un restauro del 1974, è stato riconosciuto come opera dell'artista. Si fa risalire, per via dei bruniti rischiarati da un luminismo tenue, alle commissioni per San Luigi dei Francesi e Santa Maria del Popolo e all'esecuzione della monumentale Deposizione in Vaticano.
Sempre dello stesso soggetto il Caravaggio dipinse un'altra versione, oggi conservata nel Kunsthistorisches Museum di Vienna.
Nel 2006, venne annunciata la scoperta di una copia della tela di Prato, conservata nella chiesa di San Bartolomeo della Certosa di Genova, ed attribuita allo stesso Caravaggio da Piero Donati, direttore della soprintendenza per il patrimonio storico artistico della Liguria.